# Oium

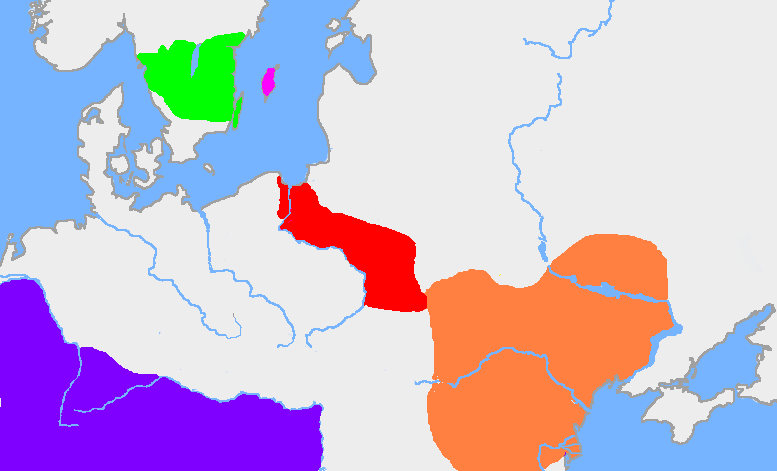
L'area arancio corrisponde alla cultura di Černjachov, mentre la rossa rappresenta l'estensione di quella di Wielbark nel corso del III secolo. L'area rosa è l'isola di Gotland e quella verde il Götaland. La parte blu rappresenta l'impero romano

Oium fu il nome di un'area della Scizia in cui i Goti, guidati da re Filimero, si insediarono dopo aver lasciato la Gothiscandza, secondo quanto riferito da Giordane nel suo De origine actibusque Getarum, scritto attorno al 551. Giordane non ne fornisce l'etimologia, ma molti studiosi interpretano la parola come il caso dativo del termine germanico *aujō- o *auwō-, che significa "prato ben irrigato" o "isola".
Secondo alcuni storici, le informazioni sulla storia gota di Oium che Giordane riportò vennero formate dalla lettura di precedenti scritti e dalle tradizioni orali. Come gli scrittori classici e le prime fonti bizantine, anche Giordane considera i Goti come un sottoinsieme degli Sciti, dei Daci e dei Traci, attribuendogli un'origine leggendaria.
Secondo altri storici i racconti di Giordane hanno qualche relazione con i lavori di Cassiodoro, senza influenza di tradizioni orali, e con pochi punti di contatto con l'attuale storia.
Archeologicamente, la cultura di Černjachov presente in parte dell'Ucraina, della Moldavia e della Romania, corrisponde alla Scizia gotica.

## Giordane

### Insediamenti
Secondo Giordane re Filimero guidò i Goti alla ricerca di una terra ospitale e, quando raggiunsero Oium, rimasero stupiti dalla ricchezza del luogo. Attraversarono un ponte per poterci arrivare, ma quando metà esercito era passato il ponte crollò, e così l'altra metà restò bloccata. Secondo Giordane i Goti reclamarono la terra per sé, sconfiggendo i precedenti abitanti, gli Spali.
I Goti abbandonarono Oium durante una successiva migrazione verso Mesia, Dacia e Tracia, ma alla fine vi tornarono insediandosi a nord del Mar Nero. Prima di tornare, si divisero tra due dinastie regnanti. I Visigoti vennero comandati dai Balti, mentre gli Ostrogoti dagli Amali. Questa descrizione coincide con quella della cultura di Wielbark e della cultura di Černjachov, che dimostra una migrazione germanica dal bacino della Vistola all'Ucraina.

### Fusione con Scizi, Daci e Traci nelle fonti classiche
Giordane scrisse che i Goti discendevano da Scizi e Traci, e che quindi ne condividevano la storia. Secondo Giordane la loro linea reale ebbe origine presso il mare di Azov, per poi spostarsi a nord verso la Scandzia, dove stabilirono una dinastia separata sull'isola di Gotland.
Secondo lui questa nuova dinastia si scontrò con Vesosis, re dell'Egitto, guidata da re Tanausis. Dopo una battaglia combattuta sul fiume Phasis, in Georgia, seguirono gli Egizi fino all'Egitto.
In seguito alla morte di Tanausis, si dice che i Goti si imbarcarono in un'altra spedizione, ed una tribù vicina tentò di rapire le donne gote. Le donne si difesero da sole sconfiggendo gli avversari, sotto alla guida di Lampeto e Marpesia. I due capi tirarono a sorte, e Marpesia seguì il nemico in Asia dove conquistò numerose tribù e, apparentemente, diede vita alle Amazzoni.
La storia prosegue, con il re goto Antyrus che si scontrò con Dario I, re di Persia, che ne voleva sposare la figlia. Quando Antyrus si oppose al matrimonio, venne attaccato da Dario e, dopo la morte di Dario, dal figlio Serse. Nessuno degli attacchi viene descritto come vittorioso.
In un altro punto del racconto, Filippo II di Macedonia si allea con i Goti sposando Medopa, figlia di re Gudila. Filippo aveva bisogno di oro e decise di saccheggiare la città di Odessos, appartenente ai Goti. I Goti fecero uscire i propri Goði che vestivano in bianco e suonavano arpe, pregando i propri dei per ottenere aiuto. Questo fatto sbalordì i Macedoni tanto da farli ritirare.
Secondo Giordane un re di nome Sitalces pretese vendetta molto dopo, e raggruppò 150 000 uomini per attaccare gli ateniesi. Combatté Perdicca II, a cui Alessandro I aveva lasciato il comando, ed i Goti invasero la Grecia.
Quando il re era Burebista, ricevette un prete riformista di nome Deceneo, il quale consigliò ai Goti di saccheggiare la Germania. Fece anche dono ai Goti di un codice di leggi, ilbi-lageineis, insegnando loro logica, filosofia e astrologia. Infine scelse un gruppo di sacerdoti a cui venne insegnata teologia, che presero il nome di Pilleati. I rimanenti Goti vennero chiamati Capillati.
Giulio Cesare tentò di sottomettere i Goti senza successo, ed i Goti rimasero liberi durante il regno di Tiberio.
Alla morte di Dicineo il suo posto venne preso da Comosicus, e dopo di lui fu Scoryllus a governare i Goti di Dacia.
Passò molto tempo ed i Romani vennero governati da Domiziano (81-96). Dal momento che i Goti (o per meglio dire i Daci) temevano la sua avarizia, ruppero la tregua con i Romani saccheggiando le sponde del Danubio ed uccidendo soldati e generali. In questo periodo Diurpaneus (chiamato Diurpaneus nel 69-86, e Decebalo nell'87-106) fu il re dei Goti, mentre Oppio Sabino era il governatore della Mesia essendo successo a Fonteio Agrippa (69-70). Mell'85 i Goti decapitarono Oppio Sabino vandalizzando numerose città e fortificazioni romane. Domiziano arrivò con le sue legioni dall'Illiria, ed inviò Fusco con una forza selezionata. Fusco usò le barche per costruire un ponte di barche ed attraversare il Danubio a monte dei Goti. L'esercito goto sconfisse i Romani, uccidendo Fusco e devastando l'accampamento romano (86).

### Storia dei Goti
Dopo l'uso della storia Dacia, Tracia e Scizia, Giordane torna alla tradizione gotica recitando la linea di discendenza della famiglia reale a partire da Gapt (Gaut o Odino).
Questa digressione è seguita da un'informazione secondo la quale i Goti entrarono in Mesia e Tracia alla fine del II secolo, dove risiedettero per qualche tempo. Secondo Quinto Aurelio Simmaco, egli scrisse che l'imperatore Massimino Trace (235 - 238) fu figlio di un goto del tempo e di una donna alana.

## Mitologia norrena
Nella Saga di Hervör si trova una citazione delle battaglie gotiche contro gli Unni, in cui le forze gotiche potrebbero essere composte da Geati della Svezia meridionale, particolarmente importanti nella saga. LA saga elenca i nomi di luoghi storici dell'Ucraina nel periodo tra il 150 ed il 450, tra cui si trova ad esempio un nome dei Carpazi che molti studiosi giudicano "resto di tradizioni estremamente antiche". La capitale dei Goti si chiama Árheimar, e si trova sul Danpar (Dnepr). Árheimar è stato collegato ad Oium sia da Heinzel che da Schütte.
In questa leggenda, lo scandinavo Heidrek usurpa il trono gotico a Reidgotaland. Heidrek sembra stabilire un primo contatto con gli Unni rapendone la principessa Sifka, stuprandola e rispedendola a casa con in grembo l'erede Hlod. Quando Heidrek muore nei Carpazi, il figlio Angantyr gli succede. Il secondogenito Hlod, cresciuto con gli Unni, ne reclama l'eredità ed attacca con un'orda composta da 187/200 guerrieri.
I Goti vengono aiutati dal vecchio re dei Geati Gizur, e la guerra si conclude con un'epica battaglia sulle pianure del Danubio, quando Angantyr uccide il fratello Hlod.